# Uničevalec tankov
Uničevalec tankov ali tankovski lovec je težko oklepno vozilo, skoraj vedno gosenično, oboroženo z protitankovskim topom ali redkeje z izstreljevalcem protitankovskih raket. Tankovski lovci so podobni tankom, vendar so po navadi slabše oklepljeni, top ne more rotirati za 360 stopinj in so primarno namenjeni uničevanju oklepnih vozil. 
Veliko so se uporabljali v 2. svetovni vojni, v zadnjem času se večinoma uporablja samo glavne bojne tanke, imajo pa nekatere države v uničevalce tankov še vedno v rezervi.